# Іоанн II (герцог Гаетанський)
Іоанн II (†963), герцог Гаетанський (954—963), син герцога Доцибіла II та його дружини неаполітанки Оранії, внук Іоанна I. Співправив разом з батьком і дідом з 933.
Під час свого правління побудував багато храмів. Його влада була слабкою, оскільки Іоанн визнав свого брата Маріна II, який отримав після смерті батька Форлі, герцогом.
Іоанн не призначав дійтей співправителями, йому спадкував брат Григорій.